# Мумінов Абдукарім
Абдукарім Мумінов (1934, тепер Узбекистан — ?) — радянський узбецький діяч, 1-й секретар Баликчинського районного комітету КП Узбекистану Андижанської області. Депутат Верховної ради Узбецької РСР. Депутат Верховної ради СРСР 11-го скликання.

## Життєпис
З 1948 року працював табельником у колгоспі. У 1954 році закінчив сільськогосподарський технікум.
У 1954—1958 роках — агроном колгоспів в Узбецькій РСР.
Член КПРС з 1957 року.
У 1958—1984 роках — голова декількох колгоспів в Андижанській області Узбецької РСР.
Закінчив Андижанський інститут бавовництва.
У 1984 — після 1986 року — 1-й секретар Баликчинського районного комітету КП Узбекистану Андижанської області.
Подальша доля невідома.

## Нагороди
- орден Трудового Червоного Прапора
- ордени
- медалі